# Melia Sakakini
Melia Sakakini, född 1890, död 1966, var en palestinsk feminist och aktivist.  
Hon var född i Jerusalem som medlem av stadens ortodoxa kristna minoritet. Hon var syster till nationalisten Khalil Sakakini. Hon var ogift. 
Hon var utbildad vid Arab Orthodox School i Jerusalem och sedan vid Training College i Beit Jala, som styrdes av ryska missionärer. Hon var sedan verksam som lärare vid flera skolor, bland dem Islamic Girls School, och blev slutligen rektor vid en skola i Jaffa. 
Hon var medgrundare av Arab Women's Association of Palestine 1929.
Medlemmarna kom som regel ur palestinska över- och medelklassfamiljer, hade västerländsk utbildning och bar inte slöja, utan menade i likhet med dåvarande modernistiska arabnationalister att kvinnor borde få samma rättigheter som män för att kunna bidra till en framtida självständig stats framgång. 
Hon beskrivs som en ivrig feminist och nära vän med Na'imiti 'Alami al-Husayni. 